# ادی سافرانسکی
ادی سافرانسکی (به انگلیسی: Eddie Safranski) (زادهٔ ۲۵ دسامبر ۱۹۱۸-درگذشتهٔ ۱۰ ژانویه ۱۹۷۴) نوازندهٔ دابل باس جَز اهل آمریکا بود. او بیشتر به‌خاطر همکاری‌های‌اش با استن کنتون در سال‌های ۱۹۴۵ تا ۱۹۴۸ شهرت دارد.
سافرانسکی در کودکی آموختن ویلون را آغاز کرد و در سال‌های دبیرستان به کنترباس روی‌آورد. او از سال ۱۹۴۱ تا ۱۹۴۵ برای هال مک‌لنتایر و میف مول باس می‌نواخت. سافرانسکی هم‌چنین همکاری‌هایی با چارلی بارنت (۱۹۴۸-۱۹۴۹) و بنی گودمن (۱۹۵۱-۱۹۵۲) داشته‌است.
او ۷ سال متوالی (از ۱۹۴۶ تا ۱۹۵۲) از سوی خوانندگان مجلهٔ داون بیت به‌عنوان «بهترین باسیست سال» انتخاب شده بود.